# 南秀贤
南秀贤（： Nam Su-hyeon，2005年1月27日—），顺天市出身，韩国女子射箭运动员，曾联同全勋英和林是见在2024年夏季奥林匹克运动会射箭女子团体决赛中击败中国队，夺得金牌。